# Liste deutschsprachiger Zeitschriften
Anders als Zeitungen sind Zeitschriften im Allgemeinen broschiert, seltener gebunden. Sie erscheinen periodisch, in
der Regel wöchentlich, 14-täglich, monatlich oder in noch größeren Zeitabständen. Diese Liste enthält eine Auswahl aus den rund 20.000 derzeit existierenden sowie den nicht mehr publizierten deutschsprachigen Zeitschriften.

## Bestehende Zeitschriften

### A
- ABI Technik
- Academia
- Academische Monatshefte
- ADAC Motorwelt
- Adesso
- Aero International
- Aerokurier
- Africa Positive
- Akrützel
- Aktueller Software Markt
- Alien Contact
- Alles für die Frau
- Alpin
- Am Erker
- Am heiligen Quell Deutscher Kraft
- Amica (seit 1996)
- ANDA
- AngelWoche
- AnimaniA
- Anna (bis 2007)
- Annabelle
- Anschlag
- Antifaschistisches Informationsblatt
- Antike Welt (seit 1970)
- Anzeiger für die Seelsorge
- Apotheken Umschau
- Arbeiterpolitik
- Arbeitsrecht im Betrieb
- Architectural Digest
- Art Position
- Art
- Arte Magazin
- Asphalt-Magazin
- Ästhetik & Kommunikation
- Astronomische Nachrichten
- Athenäum (Riedel)
- Athenäum (Schlegel)
- Audio Video Foto Bild (seit Dezember 2003)
- audiovision
- auf einen Blick (seit 1983)
- Austro-Motor
- Autismus verstehen
- Auto aktuell
- Automation
- auto, motor und sport
- Auto Bild
- auto touring (seit 1947)
- Auto Zeitung (seit 1970)
- Automobil Revue, Schweiz
- Aventurischer Bote
- AW Architektur + Wettbewerbe

### B
- Baby&Co
- Bäckerblume
- Backspin Hip Hop Magazin
- Bahamas
- Ballesterer (seit 2000)
- Bankhistorisches Archiv
- Bargfelder Bote
- baumarkt + bauwirtschaft, heute THIS
- Bayrische Hackerpost
- Bella triste
- Bella (seit 6. März 1978)
- Bergsteiger
- Berichte! (seit 2011), Zeitschrift der Denkmalpflege und Archäologie des Kantons Luzern
- Berlin Programm
- Berliner Republik
- bibliotheken heute
- Bibliotheksdienst
- Bild der Frau (seit 1983)
- Bild der Wissenschaft (seit 1964)
- Bildpunkt
- Bildschirm
- Bildwoche (seit 1983)
- Biologie in unserer Zeit
- BISS, München
- Blast
- Blatt
- Blätter der Wohlfahrtspflege
- Blätter des Schwäbischen Albvereins
- Blätter für deutsche und internationale Politik
- blauwasser
- Blickpunkt Film
- Blinker
- Blitz-Illu
- Blix
- Bluesnews
- Bolivia
- Bonus
- Bootshandel-Magazin
- Börse Online
- Bounce Magazin
- Box – Deutschlands Magazin für schwule Männer
- Brand eins
- Bravo Girl (seit 1988, zuvor ab 1986 Sonderheft der Bravo)
- Bravo Hiphop Special
- Bravo Screenfun (seit 1997)
- Bravo Sport (seit Mai 1994)
- Bravo (seit 1956)
- Brigitte Woman (seit 2001)
- Brigitte (seit Mai 1954)
- Brosamen von des Herrn Tisch
- Bulletin Jugend & Literatur
- Bunte (seit 1954, zuvor ab 1948 Das Ufer)
- Burda Style
- Business Spotlight
- Bürgerrechte & Polizei/CILIP

### C
- Camera
- Capital (seit 1962)
- Cargo (seit 2009)
- Celluloid (seit 2000)
- Change (seit 2008)
- Chemie in unserer Zeit
- Chip (seit 1978)
- Christ und Sozialist
- Chrom & Flammen (seit 1982), Szene-Magazin rund um US-Cars
- Cicero
- Cinema (seit 1975)
- Civis mit Sonde
- Closer
- com! Das Computer-Magazin
- Comprechtspraktiker
- Computer & Automation (seit 1998)
- Computer Bild (seit 1996)
- Computerschach und Spiele
- Computerwelt (seit 1987)
- Connect
- Cosmopolitan
- Couch
- Countdown
- Coupé
- Courage
- Criticón
- c’t magazin für computertechnik (seit 1983)
- Cut

### D
- Damals
- Dampf-Radio
- Das Argument
- Das Blättchen
- Das Goldene Blatt (seit 1971)
- Das Haus
- Das Historisch-Politische Buch
- Das Magazin
- das neue
- Das Neue Blatt (seit 1950)
- Das öffentliche Haushaltswesen in Österreich
- De:Bug
- DE Magazin Deutschland
- Demokratie und Recht
- Dental Spiegel
- Der Anschnitt
- Der Aufrechte
- Der Brenner
- Der Feinschmecker
- Der Fels
- Der Fischzug
- Der Freund der Tugend
- Der individualistische Anarchist
- Der Kanu-Sport
- Der Kreis (Homosexuellenzeitschrift)
- Der Kreis (Kulturzeitschrift)
- Der Kunstwart
- Der Metzger
- Der Nervenarzt
- Der Querschnitt
- Der Rabe
- Der Rebell
- Der Schweizerische Beobachter
- Der Spiegel (seit 4. Januar 1947)
- Der Spielplan
- Der Siebenbürger Bote
- Der Tintling
- Der tödliche Pass
- Der vernünftige Zeitvertreiber
- Der Vogelfreund
- Der Wachtturm verkündigt Jehovas Königreich
- Der Weg. Monatshefte zur Kulturpflege und zum Aufbau
- Der Ziegelbrenner
- Deutsch-Deutsche Rechts-Zeitschrift
- Deutsch Magazine
- Deutsch perfekt
- Deutsche Baumschule
- Deutsche Jugend
- Deutsche Rundschau
- Deutsche Sprachwelt
- Deutsches Adelsblatt
- Deutsches Ärzteblatt
- Deutsches Bienen-Journal
- Deutsches Münzen Magazin
- Deutsches Schrifttum
- Deutschland. Zeitschrift für Heimatkunde und Heimatliebe. Organ für die deutschen Verkehrs-Interessen
- Deutschunterricht
- Diabetes Ratgeber
- Dichtung und Wahrheit (1990 bis 1999)
- Die Aktion
- Die Aktuelle
- Die Anarchie
- Die Arbeit (Deutschland)
- Die Arbeit (Österreich)
- Die Bühne (seit 1924)
- Die Chirurgie
- Die Datenschleuder
- Die Entscheidung
- Die Erziehung
- Die Gartenlaube
- Die ganze WOCHE (seit 1985)
- Die Gesellschaft (Literaturzeitschrift)
- Die Gesellschaft (Schriftenreihe)
- Die Gesellschaft (Politikzeitschrift)
- Die Heimat (Schleswig-Holstein)
- Die Insel
- Die Kolonne
- Die Linkskurve
- Die neue Frau
- Neue Zeit (Moskau)
- Die Politische Meinung
- Die Schwester, Der Pfleger, Fachzeitschrift für Pflegeberufe
- Die Weltbühne
- Direkte Aktion
- DJ Mag
- dotnetpro
- Dressur-Studien
- DrumHeads!!

### E
- EasyLinux
- Echo der Frau (seit 1973)
- Econo
- ECOS de España y Latinoamérica
- Écoute
- EDGE (dt. Ausgabe seit 2006)
- Edit
- eigentümlich frei (seit 1998)
- Einfach Hausgemacht
- Eishockey News (seit 1993)
- Eishockey World (2002–2007)
- Elemente
- Elle
- Elliniki gnomi (zweisprachig)
- ELO
- Eltern family
- Eltern
- E-media
- Emma
- Emotion
- Entwürfe
- Envoyer
- epd Film
- Epidemiologisches Bulletin
- Ernährung und Medizin
- Erwachet!
- Erzgebirgische Heimatblätter
- Eschweiler Filmpost
- espero, libertäre Zeitschrift
- Essen & Trinken für jeden Tag (seit 2003)
- Essen & Trinken (seit 1972)
- Etcetera (erschien bis 2005 unter dem Titel @cetera)
- Eulenspiegel (seit 1954)
- EXIT! Krise und Kritik der Warengesellschaft
- E+Z Entwicklung und Zusammenarbeit (zweisprachig), internationales Diskussionsforum zur deutschen Entwicklungspolitik

### F
- Fachblatt Musikmagazin
- Facta Philosophica
- Facts
- Fairplay (Spielezeitschrift)
- Familie&Co
- Fanal
- Fernfahrer
- Fernsehwoche (unter diesem Titel seit 1969, vorher „Fernsehtag“)
- fiftyfifty, Düsseldorf, Duisburg, Essen, Straßenmagazin
- Filmbulletin – Zeitschrift für Film und Kino (gegründet 1959; unter diesem Titel seit 2015, vorher „Filmbulletin – Kino in Augenhöhe“)
- film-dienst
- Filmfaust
- Filmkritik
- Film & TV Kameramann (seit 1951)
- Filmprogramm (seit 1978)
- Finanz-Betrieb
- Fit for Fun (seit April 1994)
- Fliegerrevue
- Fliegerrevue extra (seit 2002)
- FlightXPress
- Flora
- Flug Revue
- Focus
- Fono Forum
- Fotomagazin
- Frankreich erleben
- Frau aktuell (seit 1965)
- Frauen und Film
- Frau im Spiegel (seit 1946)
- Frau mit Herz (seit 1948)
- Frau und Mutter
- Freie Bühne
- Freizeit Revue
- Freizeitwoche
- Freshguide
- Freundin (seit 1947)
- Friedhofskultur
- Frontpage
- Funk Uhr (seit 1952)
- Für Sie
- Für Vielfalt (seit 2020; 1970–2020 Pogrom)

### G
- Gala (seit 14. April 1994)
- Galore
- GamePro
- Games Aktuell
- GameStar (seit 1997)
- Gasolin 23, Literaturzeitschrift
- Gebäude-Energieberater
- Gebrauchtwagen Praxis
- Gegenstandpunkt
- Gehirn&Geist
- Geldidee (seit Januar 1998)
- Geo (seit 1976)
- Geocaching Magazin (seit 2010)
- Gewerkschaftliche Monatshefte
- Gewinn
- G/Geschichte (seit 1979)
- Gitarre & Bass
- Gitarre + Laute (seit 1979)
- Glamour
- Glückspost
- Gong
- Göttinger Miszellen
- Göttingische Gelehrte Anzeigen
- GQ – Gentlemen’s Quarterly
- GQ Style (seit 2002)
- Granatapfel (seit 1932)
- Graswurzelrevolution
- Groove
- Gute Arbeit
- Gute Idee

### H
- Happy Computer
- Happy Weekend
- Harper’s Bazaar
- Haus & Grund
- Hausbau
- Haus und Wellness
- Heim und Welt
- Historische Tatsachen
- Hellas-Bote (Reisemagazin)
- Hobby (seit 1953)
- Hohe Luft
- Hörzu (seit 11. Dezember 1946)
- Huddle
- Humangenetik (seit 1964)
- Hundert Blumen, politische Alternativzeitschrift
- Hustler
- Hyperion

### I
- Iablis. Jahrbuch für europäische Prozesse (seit 2001)
- Idea Spektrum
- ifo Schnelldienst
- Informatik Spektrum
- Input 64, Computermagazin
- intensiv, Fachzeitschrift für Intensiv- und Anästhesiepflege
- Interim
- Internationales Militaria Magazin
- International, Zeitschrift für internationale Beziehungen
- InTouch
- Intro
- iX – Magazin für professionelle Informationstechnik
- iz3w

### J
- Jahrbuch für Internationale Germanistik
- Jedermann sein eigner Fussball
- Jetzt
- Jolie (seit Oktober 2003)
- Journal Frankfurt
- Journal für die Apotheke
- Journal für Psychologie
- Joy
- Die Jugend
- Junge Freiheit
- Junge Generation
- Junge Kirche
- Jungle World

### K
- Kanumagazin (seit 1994)
- Kanu-Sport
- Karfunkel
- Karl (Schachzeitschrift)
- Karl May & Co. – Das Karl-May-Magazin
- Katapult
- KFT Kraftfahrzeugtechnik
- Kicker-Sportmagazin (seit 1968, 1920–1968 als kicker)
- Kids Zone
- kindergarten heute (seit 1971)
- Kino&Co (seit 2003)
- K-Magazin
- kochen & genießen (seit 1985)
- Koneko
- Königsberger Express
- konkret
- Konsument (seit 1961)
- Kosmopolis
- Krankentrost. Katholisches Krankenblatt
- kreativ
- Krisis. Beiträge zur Kritik der Warengesellschaft
- Kriterion
- Kritische Ausgabe – Zeitschrift für Germanistik & Literatur
- Kritische Justiz
- Kulturnews
- Kunst und Künstler
- Kunstforum international
- Kunststoffe
- Kursbuch

### L
- Landlust
- Landidee
- Landschaftsarchitekten
- Laura (seit 11. Januar 1995)
- Leben & Tod
- Lecker
- Lettre International
- Liberal
- Lichtwark-Heft (Titel seit 1992, 1948–1991: Lichtwark)
- Lignovisionen, Wien
- Lisa
- Literatur für Leser:innen
- Literaturen
- L-Mag
- Loyal
- Lux-Lesebogen
- Lunapark21

### M
- mach mal Pause (seit 1993)
- Mac Life (seit 2000)
- MACup (Januar 1985)
- Mädchen (seit 1976)
- Mad
- Make:
- mare (seit April 1997)
- Marineforum (seit 1915)
- Marokko-Magazin
- marx21 Magazin für internationalen Sozialismus
- Marxistische Blätter
- Matador (ab 11. März 2004 zunächst zweimonatlich, seit September 2004 monatlich)
- Maxim (seit 2001)
- Maxi (seit 1986)
- Max (seit 1991)
- Medium Magazin
- medizini
- Medizin + Kunst (seit 1989)
- Mein schöner Garten
- Mein schönes Land
- Men’s Health
- Merian
- Merkur
- Metal Hammer (seit 1984)
- metallzeitung
- M! Games
- Micky Maus
- Mieter-Zeitung
- Mini (seit 1986)
- Missy Magazine
- Mixage (seit 1988)
- M – Menschen Machen Medien
- Mitteilungen aus der NNA
- Modelleisenbahn report
- Monatsschrift für Geschichte und Wissenschaft des Judentums
- Mosaik
- Mostviertel Magazin
- Motorrad
- Motorrad & Reisen
- Motorsport aktuell
- Moto Sport Schweiz
- Moviestar (seit 1993)
- Münchner Wochenblatt
- Münchener Punsch
- mundus – Das Kunstmagazin aus München
- Musikexpress (seit 1983)
- mystery (seit 2019, zuvor: mysteries)

### N
- National Geographic Deutschland (seit Oktober 1999)
- Natur
- Nautilus
- Negative White
- Nebelspalter
- Neon (seit 2003)
- Neue Berliner Illustrierte
- Neue Deutsche Beamtenzeitung
- Neue Juristische Wochenschrift
- Neue Landschaft
- Neue Literatur
- Neue Post (seit 1948)
- Neue Zeitschrift für Baurecht
- NEWS (seit 1992)
- Niedersachsen
- NordHandwerk
- Nordis
- Novo
- Null Acht
- N-Zone (seit 1997)

### O
- Öko-Test (seit 1985)
- ORF nachlese (seit 1979)
- Ossietzky
- Ostara (Liebenfels' Zeitschrift)
- Ottfried
- outdoor
- Oxmox

### P
- Page
- palstek
- Paraplegie, Mitgliedermagazin der Gönner-Vereinigung der Schweizer Paraplegiker-Stiftung, Auflage: 979'735
- Pardon
- Pastoraltheologie. Wissenschaft und Praxis in Kirche und Gesellschaft
- pax et gaudium
- PC Games (seit 1992)
- PC Magazin
- PC Praxis
- PC Professionell
- PCtipp
- PC-Welt (seit 1983)
- Penthouse
- Petra
- Pflanzenbau
- Pflege
- Pharmakon – Arzneimittel in Wissenschaft und Praxis
- Pharmazie in unserer Zeit
- Phantastisch! (seit 2001)
- Philosophie Magazin
- Playboy (seit 1. August 1972)
- Playgirl
- PlayZone
- P.M. Magazin (seit 1978)
- P.M. History (seit 1998)
- Poesiealbum (seit 1967-DDR, wieder ab 2007)
- Poesiealbum neu (seit 2012 als Zeitschrift)
- Pony
- Pop/Rocky
- POPCORN
- Position
- Print & Produktion
- Prisma
- Prokla – Zeitschrift für kritische Sozialwissenschaften
- Provokant
- proZukunft (seit 1987)
- Psychologie Heute
- Publik-Forum
- Publishing Praxis

### R
- Radzeit
- Raveline
- Ray (seit 2001)
- Reader’s Digest / Das Beste
- The Red Bulletin
- Rechtsdepesche für das Gesundheitswesen
- Refraktor
- Reichswart. Wochenschrift für nationale Unabhängigkeit und deutschen Sozialismus (1919–1944)
- Reisen in Style (digital Magazin seit 2019)
- Reise & Preise, Reisemagazin (seit 1987)
- Retro Gamer, Computerspielezeitschrift
- Return, Videospielmagazin mit Fokus auf Retrosystemen
- Neue Revue (seit 3. August 1966 – Zusammenschluss aus Neue Illustrierte und Revue, ab 15. Dezember 2005 unter dem Titel Revue)
- RFID im Blick (seit 2005)
- Rheinischer Spiegel
- Rock Hard
- Rolling Stone (seit 1994)
- Rund

### S
- Sächsische Heimatblätter
- Saiten
- Sammler Journal
- SAX – Stadtmagazin in Dresden
- Scherl’s Magazin
- Schmetterling
- Schöner wohnen
- Schrot & Korn Naturkostmagazin
- SchulVerwaltung
- Schweizer Holzzeitung, Fachpublikation für die Wertschöpfungskette Holz
- Segel Journal
- segeln
- Segler-Zeitung
- Selber machen
- Selbst ist der Mann
- Semit
- SFT
- Silent World
- SKIP – Das Kinomagazin (seit 1983)
- slack
- Smilla (Frauenzeitschrift)
- Sonic Seducer (Musikmagazin)
- Sounds (Musikmagazin)
- Sozialismus
- Sozialistische Monatshefte
- Spektrum der Wissenschaft (seit 1978)
- Spielbox (seit 1981)
- Spiel doch! (seit 2015)
- Spiesser
- Splatting Image (seit 1989)
- sport auto
- Sport-Telegramm
- Sport Bild (seit 1988)
- Sportzeiten
- Spotlight und Spot on
- Spw – Zeitschrift für sozialistische Politik und Wirtschaft – Sozialistische Politik und Wirtschaft
- Staatswissenschaften und Staatspraxis
- Stadtmagazin piste
- Stafette
- Stahl + Technik
- Steadycam (seit 1982)
- Stereoplay
- Stern (seit 1. August 1948)
- Sterne und Weltraum
- Sternzeit
- Stickerei- und Spitzen-Rundschau
- Stiftung Warentest Finanzen (seit 1991)
- Studio Magazin
- Sub Line
- Süddeutsche Monatshefte
- Sudetendeutsche Zeitung
- Superillu (seit 23. August 1990)

### T
- Tauchen
- Täufer-Bote
- Technology Review
- Tempo
- test (seit 1966)
- THIS, vormals baumarkt + bauwirtschaft
- Tierärztliche Praxis Kleintiere
- Tierärztliche Praxis Großtiere
- tina (seit 6. März 1975)
- Titanic (seit 1979)
- Tomorrow (1998–2009)
- TOPIC
- Total Tierlieb!
- Trafik, (1981 bis 1992)
- tv14 (seit 19. Februar 1999)
- TV Digital (seit März 2004)
- TV Direkt
- TV für mich
- TV Hören und Sehen (unter diesem Titel seit 1962; Zusammenschluss aus TV und Hören und Sehen, 1953–1962)
- tv media
- TV Movie (seit 6. Dezember 1991)
- tv pur
- TV Spielfilm (ab 1. September 1990 zunächst monatlich, seit 1. Februar 1991 14-täglich)
- TV Today (seit 2. Dezember 1994)
- Tweed – Das Magazin für den Gentleman (seit 2013)
- Tichys Einblick (seit Oktober 2016)

### U
- _ulysses, Kinozeitschrift mit dem Untertitel „stars & movies“
- uMag (seit 2004, bis 2006 unter dem Titel u_magazine)
- Ungrisches Magazin
- Unsere Kinder, österreichische Fachzeitschrift für Kindergarten- und Kleinkinderpädagogik
- Unser Pommerland
- Unternehmermagazin
- Unterwasser

### V
- Vatican Magazin
- ver.di PUBLIK
- VICE (seit 2005)
- Videoaktiv
- Video
- Vinum
- Visions
- VKU Verkehrsunfall und Fahrzeugtechnik
- Vogue
- Volk und Kultur
- Vorgänge
- Vorwärts, SPD-Parteizeitung

### W
- Wahrschauer
- Warentest
- Wehrgedanken des Auslandes
- Wehrmedizinische Monatsschrift
- Wehrmedizin und Wehrpharmazie
- Wein+Markt
- Weißenseer Blätter, linkskirchlich
- Welt der Wunder
- Wendy
- Westfalenspiegel
- Widerspruch – Beiträge zu sozialistischer Politik, Schweiz
- Widerspruch – Münchner Zeitschrift für Philosophie
- Widersprüche – Zeitschrift für sozialistische Politik im Bildungs-, Gesundheits- und Sozialbereich, seit 1981
- Widescreen
- Wiener medizinische Blätter, gegründet 1878 von Wilhelm Schlesinger
- Wienerin
- Wii Magazin
- Wildcat
- Wild und Hund
- Wirtschaft aktuell, Wirtschaftszeitschrift der Region Münsterland/Emsland/Osnabrücker Land
- Wirtschaft und Erziehung
- Wirtschaftswoche
- Wissenschaftliche Nachrichten, Österreich
- WohligErlesen – Klassische Literatur-Revue
- Wohnidee (seit 1984)
- Wohnungswirtschaft und Mietrecht
- WOMAN
- working@office (seit 1999)
- Würzburger Glöckli, satirisches Blatt im 19. Jahrhunderts

### X
- XING Magazin

### Y
- yachtrevue
- Yacht
- Yam (seit 2000)
- Y – Das Magazin der Bundeswehr
- Yps

### Z
- ZahnRat
- ZauberZeit
- Zeit Campus
- Zeitgeist, Zeitschrift für sozialen Fortschritt, freien Sozialismus (1971 bis 1974)
- Zeitschrift der Wiener Entomologischen Gesellschaft
- Zeitschrift für Agrargeschichte und Agrarsoziologie (seit 1953, ab 1902 Landwirtschaftlich-Historischen Blätter, 1913–1942 Jahrbuch der Gesellschaft für Geschichte und Literatur der Landwirtschaft)
- Zeitschrift für Arbeitsrecht
- Zeitschrift für Arbeitswissenschaft
- Zeitschrift für Bergrecht
- Zeitschrift für christliche Kunst
- Zeitschrift für Datenschutz
- Zeitschrift für deutsches und internationales Bau- und Vergaberecht
- Zeitschrift für die Gitarre. Haslinger, Wien, später Eigenverlag, vor 1922 Zeitschrift der Arbeitsgemeinschaft zur Pflege und Förderung des Gitarrenspiels. Begründet von Joseph Zuth 1921.
- Zeitschrift für Konfliktmanagement
- Zeitschrift für Pflanzenernährung und Bodenkunde
- Zeitschrift für Politische Psychologie und Sexualökonomie
- Zeitschrift für Sozialforschung
- Zeitschrift für Sozialökonomie
- Zeitschrift für Umweltrecht
- Zeitschrift für Verkehrswissenschaft
- Zillo
- Zuschnitt
- Z. Zeitschrift Marxistische Erneuerung

### 0–9
- 11 Freunde (seit 2000)
- 14K
- 360 Live
- 64’er

## Ehemalige Zeitschriften
Einige ehemalige Zeitschriften. DDR-Zeitschriften in eigener Liste, siehe auch Zeitschriften-Übersicht
| Name                                            | Von  | Bis       | Herausgeber                                     | Bild | Bemerkungen                                                                             |
| ----------------------------------------------- | ---- | --------- | ----------------------------------------------- | ---- | --------------------------------------------------------------------------------------- |
| Acta Eruditorum                                 | 1682 | 1782      |                                                 |      |                                                                                         |
| Akratie                                         | 1973 | 1981      |                                                 |      |                                                                                         |
| Aktion                                          | 1981 | 1988      |                                                 |      |                                                                                         |
| Alarm                                           | 1919 | 1930      |                                                 |      |                                                                                         |
| Antimilitarismus-Information                    | 1971 | 2003      | Verein für friedenspolitische Publizistik e. V. |      |                                                                                         |
| Arbeiter Illustrierte Zeitung                   |      |           |                                                 |      |                                                                                         |
| Befreiung                                       | 1948 | 1978      | Mühlheim                                        |      |                                                                                         |
| Befreiung                                       | 1976 | 1997      | Graz                                            |      |                                                                                         |
| Bekennende Kirche                               |      |           | Bekennende Kirche                               |      | Zeitschrift für den Aufbau rechtlich eigenständiger biblisch-reformatorischer Gemeinden |
| Berlin Rom Tokio                                | 1939 | 1944      | Berlin                                          |      | politische Zeitschrift                                                                  |
| Berliner Illustrirte Zeitung                    |      |           | Ullstein Berlin                                 |      | Verbreitetste Illustrierte in Berlin                                                    |
| Besinnung und Aufbruch                          | 1929 | 1933      |                                                 |      |                                                                                         |
| Brazine                                         |      |           |                                                 |      | für Brasilianer/innen und Interessierte, in Deutsch und Portugiesisch                   |
| Computer Bild Spiele                            | 1999 | 2019      |                                                 |      |                                                                                         |
| Das Evangelische Deutschland                    | 1924 | 1945      | Berlin                                          |      | [ 1 ]                                                                                   |
| Das Schwarze Korps                              |      |           |                                                 |      | NS-Zeitschrift                                                                          |
| Der Adler                                       |      |           |                                                 |      |                                                                                         |
| Der Anarchist                                   |      |           |                                                 |      | mehrere anarchistische Zeitschriften                                                    |
| Der arme Conrad                                 | 1896 | 1899      |                                                 |      |                                                                                         |
| Der Feuerreiter                                 | 1921 | 1924      |                                                 |      | Blätter für Dichtung und Kritik                                                         |
| Der Freund (1754–1756)                          | 1754 | 1756      |                                                 |      |                                                                                         |
| Der Freund (2004–2006)                          | 2004 | 2006      |                                                 |      |                                                                                         |
| Der Freimütige                                  |      |           |                                                 |      |                                                                                         |
| Der Jude in Deutschlands Gegenwart'             | 1846 | 1847      |                                                 |      |                                                                                         |
| Der Schlesier                                   | 1948 | 2015      |                                                 |      | Vertriebenenzeitschrift                                                                 |
| Der Sozialist                                   | 1891 | 1899      |                                                 |      |                                                                                         |
| Der Syndikalist                                 | 1918 | 1932      |                                                 |      |                                                                                         |
| Der Wahrheitszeuge                              | 1893 |           |                                                 |      | Wochenzeitschrift der deutschen Baptisten, heute: Die GEMEINDE                          |
| Deutsche Litteraturzeitung                      | 1880 | 1993      | Berlin                                          |      |                                                                                         |
| Die Autonomie                                   | 1886 | 1893      |                                                 |      | libertäre Zeitschrift                                                                   |
| Die christliche Kunst                           | 1904 | 1937      |                                                 |      |                                                                                         |
| Die freie Gesellschaft                          | 1949 | 1986      |                                                 |      |                                                                                         |
| Die Internationale                              | 1904 | 1949      |                                                 |      |                                                                                         |
| Die Praktische Berlinerin                       | 1905 | 1927      | Ullstein Berlin                                 |      | Frauenzeitschrift                                                                       |
| Die Schöne Welt                                 | 1957 | 1990      |                                                 |      |                                                                                         |
| Die Wandlung                                    | 1945 | 1949      |                                                 |      |                                                                                         |
| Die Zukunft                                     | 1879 | 1896      |                                                 |      |                                                                                         |
| Dinglers Polytechnisches Journal                | 1820 | 1931      |                                                 |      |                                                                                         |
| Eishockey live                                  | 1998 | 2001      |                                                 |      |                                                                                         |
| Eishockey Magazin                               | 1973 | 1998      |                                                 |      |                                                                                         |
| Erkenntnis und Befreiung                        | 1918 | 1928      |                                                 |      |                                                                                         |
| FHM                                             | 2000 | 2012      |                                                 |      | Männermagazin                                                                           |
| Format                                          | 1998 | 2015      |                                                 |      | österreichische Wochenschrift                                                           |
| Frankfurter Hefte                               | 1946 | 1984      |                                                 |      | seit 1985: Neue Gesellschaft/Frankfurter Hefte                                          |
| Frauen-Zeitung                                  | 1849 | 1852      |                                                 |      | Gründerin Louise Otto-Peters                                                            |
| Freibeuter                                      | 1979 | 1999      |                                                 |      |                                                                                         |
| Freiheit                                        | 1879 | 1919      |                                                 |      |                                                                                         |
| Geistiges Eigentum                              | 1935 | 1940      |                                                 |      |                                                                                         |
| Gewaltfreie Aktion                              | 1969 | 2010      | erst Bremen, dann Karlsruhe: Versöhnungsbund    |      |                                                                                         |
| Hi-Fi-Stereo-Phonie                             | 1963 | 1983      | Karlsruhe: Braun                                |      | Vorgänger: Hi-Fi-Stereo-Praxis Nachfolge: Stereoplay                                    |
| Illustrirte Zeitung                             | 1843 | 1944      |                                                 |      |                                                                                         |
| Illustrierter Filmkurier                        | 1919 | 1945      |                                                 |      |                                                                                         |
| Industriekurier                                 | 1948 | 1970      |                                                 |      |                                                                                         |
| Innenwelt                                       | 2004 | 2015      |                                                 |      |                                                                                         |
| Israelitisches Familienblatt                    | 1898 | 1938      | Hamburg                                         |      | [ 2 ]                                                                                   |
| Journal für Deutschland                         | 1993 | 1998      |                                                 |      |                                                                                         |
| Junge Anarchisten                               | 1923 | 1932      |                                                 |      |                                                                                         |
| Jüdische Zeitung                                | 2005 | 2014      | Berlin                                          |      |                                                                                         |
| Kain                                            | 1911 | 1919      |                                                 |      | Zeitschrift für Menschlichkeit                                                          |
| Kladderadatsch                                  | 1848 | 1944      |                                                 |      | wichtige Kulturzeitschrift                                                              |
| Konturen                                        | 1979 | 2013      |                                                 |      |                                                                                         |
| Kowalski                                        | 1987 | 1993      |                                                 |      |                                                                                         |
| Kristall                                        | 1946 | 1966      |                                                 |      |                                                                                         |
| Kürbiskern                                      | 1965 | 1987      |                                                 |      | UT: Literatur, Kritik, Klassenkampf                                                     |
| Lichtbild-Bühne                                 | 1908 | 1940      |                                                 |      | wichtige Kinozeitschrift                                                                |
| Mad                                             | 1971 | 1973      |                                                 |      |                                                                                         |
| magnum                                          | 1954 | 1966      |                                                 |      | Zeitschrift für das moderne Leben                                                       |
| MediaPaper                                      | 1995 | 2019      |                                                 |      |                                                                                         |
| Neutralität                                     | 1963 | 1974      | Paul Ignaz Vogel                                |      | politische Zeitschrift in der Schweiz                                                   |
| Päng                                            | 1970 | 1976      | Raymond Martin                                  |      |                                                                                         |
| PC Action                                       | 1996 | 2012      |                                                 |      |                                                                                         |
| Phönix                                          | 1847 | 1848      | Hamburg                                         |      | jüdische Zeitschrift                                                                    |
| Praline                                         | 1966 | 2006      |                                                 |      |                                                                                         |
| Preßburgisches Wochenblatt                      |      |           |                                                 |      | Wochenzeitung in Preßburg, jetzt Bratislava in der Slowakei                             |
| Proletarier                                     | 1920 | 1933      |                                                 |      |                                                                                         |
| Proletarischer Zeitgeist                        | 1922 | 1933      |                                                 |      |                                                                                         |
| Publik                                          | 1968 | 1971      |                                                 |      | katholische Wochenzeitung                                                               |
| Quick                                           | 1948 | 1992      |                                                 |      | Illustrierte                                                                            |
| Radio-Fernseh-Phono-Praxis                      | 1957 | 1984      | Würzburg: Vogel                                 |      |                                                                                         |
| Recherche Film und Fernsehen                    | 2007 | 2010      |                                                 |      |                                                                                         |
| Schnitt                                         | 1995 | 2012      |                                                 |      | Filmzeitschrift                                                                         |
| Sieben Tage                                     | 1932 |           | Ullstein                                        |      | erste Rundfunkzeitschrift                                                               |
| Sozialistische Tribüne                          | 1945 | 1946      | SPD-Landesgruppe Schweden                       |      | Exilzeitschrift                                                                         |
| Space View                                      | 1995 | 2011      |                                                 |      |                                                                                         |
| Spex                                            | 1980 | 2018      |                                                 |      |                                                                                         |
| Spielen und Lernen                              | 1968 | 2013      |                                                 |      |                                                                                         |
| Sport-Illustrierte                              | 1949 | 1989      |                                                 |      |                                                                                         |
| Sport-Kurier                                    | 1946 | 1996      |                                                 |      |                                                                                         |
| Stereo (Zeitschrift)                            |      |           |                                                 |      |                                                                                         |
| Super!                                          | 1991 | 1992      |                                                 |      | Illustrierte für die neuen Bundesländer                                                 |
| Technik und Wirtschaft                          | 1908 | 1944      |                                                 |      |                                                                                         |
| twen                                            | 1959 | 1971      |                                                 |      |                                                                                         |
| Uhu                                             |      |           | Ullstein Berlin                                 |      | Kulturzeitschrift                                                                       |
| Ulenspiegel                                     |      |           |                                                 |      | Satirezeitschrift                                                                       |
| Wochenschrift des Vereines deutscher Ingenieure | 1877 | 1883      |                                                 |      |                                                                                         |
| XBG Games                                       | 2003 | März 2018 |                                                 |      |                                                                                         |
| X Magazin                                       | 1969 | etwa 1974 | Deutsche Verlagsanstalt                         |      | Zeitschrift für Naturwissenschaft und Technik, mit Zukunftsbezug                        |
| Zivilcourage                                    | 1992 | 2010      | Schweizerisches Zivildienst-Komitee             |      |                                                                                         |
| Zivildienst                                     | 1969 | 2011      | Bundesamt für den Zivildienst                   |      |                                                                                         |
| Zoom                                            | 1973 | 1999      |                                                 |      |                                                                                         |